# Adolfo Suárez de Figueroa
Adolfo Suárez de Figueroa y Ortega (Estepona, 1863-Madrid, 1910) fue un periodista y político español, diputado en las Cortes de la Restauración.

## Biografía
Nacido en 1863 en la localidad malagueña de Estepona, fue redactor de El Imparcial y El Resumen (1890) y director desde 1895 de El Nacional. Ocupó varias veces escaño de diputado en las Cortes de la Restauración, siempre por distritos de la provincia de Málaga: Coín, Málaga, Archidona y Gaucín, además de ser teniente de alcalde de Madrid. Colaboró en el Diario Universal. Falleció el 22 de noviembre de 1910 en Madrid, en su domicilio de la calle de Atocha, y fue sepultado en el cementerio de San Justo. Fue hermano del también periodista, y político, Augusto Suárez de Figueroa.